# پائول روبرت بینگ
پائول روبرت بینگ (آلمانی: Paul Robert Bing؛ ‏ ۸ مهٔ ۱۸۷۸ – ۱۵ مارس ۱۹۵۶) متخصص اعصاب آلمانی-سوئیسی بود که امروزه بابت نشانه بینگ شناخته می‌شود. وی دانش‌آموختهٔ رشتهٔ پزشکی در دانشگاه بازل بود و در همان دانشگاه، مدرس و استاد رشتهٔ عصب‌شناسی شد.